# Ilskov
Ilskov er en by i Midtjylland med 712 indbyggere  (2024) beliggende 6 km nordøst for Sunds, 9 km sydvest for Karup, 13 km nord for Ikast og 14 km nordøst for Herning. Byen hører til Herning Kommune og ligger i Region Midtjylland.
Ilskov hører til Ilskov Sogn. Ilskov Kirke ligger ensomt 2 km sydøst for byen. Byen ligger syd for Gedhus Plantage, der blev tilplantet 1899-1950 af fanger fra Horsens Statsfængsel.

## Faciliteter
- Ilskov Skole med dens ca. 85 elever, fordelt på 0.-6. klassetrin, er en afdeling af Sunds-Ilskov Skole. Efter 6. klassetrin fortsætter eleverne på Sunds Skole, der har 0.-9. klasse og to specialklasser.[2] Centralskolen i Ilskov blev bygget i 1946 og afløste to skoler, der var bygget i 1904 midt i hvert af de to skoledistrikter Ildskov og Skåphus.
- Ilskov Hallen blev bygget i 1985, dels ved frivillig arbejdshjælp og dels ved økonomisk støtte fra byens borgere. En mellemgang forbinder hallen med skolen, der har rådighed over hallen i skoletimerne. De øvrige timer er udlejet til de mange aktive foreninger i Ilskov og Simmelkær. Hallens trægulv er optegnet til håndbold, indendørs fodbold, fem badmintonbaner, to volleyballbaner og to basketballbaner. Hallen er endvidere udstyret med diverse gymnastikredskaber.
- Ilskov Friluftsbad har et 25 meter bassin med 1,8 meters dybde og rutsjebane. Desuden er der et børnebassin til de små vandhunde. Begge bassiner er opvarmet til 25° i sæsonen fra 13. juni til første weekend i september. Derudover er der minigolf, volleyball og en legeplads.[3]
- Den integrerede børneinstitution Skovmyren har 20 vuggestuebørn og 30 børnehavebørn. Desuden fungerer den som legestue, fritidshjem, klub og aftenklub. Skovmyren er en afdeling af daginstitutionen Børneliv, der også omfatter "Strandvejen" i Sunds.[4]
- "Madpakkehuset" er en af byens nyere faciliteter, hvor det er muligt at tage en kort pause efter en tur på cykelstien, der skærer igennem hele byen, med sine medbragte nydelser. Madpakkehuset befinder sig på den gennemgående cykelsti i nærheden af Skovmyren, den lokale børnehave. Desuden er der toiletmuligheder inden for et stenkast fra hytten, hvilket gør den velegnet til forsamlinger og sammenkomster udendørs. Til de unge spirrevipper er der derudover udendørs træningsfaciliter, hvor deres krudt kan brændes af, mens de gamle nyder en kop kaffe. Madpakkehuset er bygget og konstrueret af en række lokale i byen.
- Nær Ilskov FDF Arkiveret 31. juli 2023 hos  Wayback Machine kan der desuden findes en shelterplads med i to shelters. Det anslås, at der kan sove 6-7 personer i hver shelter. To af disse shelters ligger i tæt tilknytning til vandposter, toiletter og el. Bookning af shelterpladsen foregår via Herning Kommunes shelter-bookingside. Desuden findes et tredje shelter godt 100 m fra bredden af den lille Skåphusdam, hvis man krydser broen, hvor man har udsigt til vandet. Bookning af denne foregår efter først-til-mølle-princippet. Til hver shelterplads tilhører desuden et bålsted med rist.

## Historie
Navnet Ildskov er afledt af Ildsgaard, som nævnes i skrifter fra det 16. århundrede. Det navn stammer muligvis fra at man fældede skovene og smeltede myremalm om til jern. Navnet på Myremalm Plantage øst for byen vidner også herom.
I 1901 blev Ilskov beskrevet således under Sunds Sogn: "Ildskov med Filialkirke og Skole;"

### Kommunen
Filialkirken blev opført i 1898, og Ildskov blev et kirkedistrikt i Sunds Sogn indtil 1924, hvor det blev udskilt som selvstændigt sogn. Sunds og Ilskov blev 2 selvstændige sognekommuner indtil kommunalreformen i 1970, hvor de begge indgik i Herning Kommune (1970-2006) med undtagelse af Ilskov Sogns østlige del omkring Munklinde, der kom til Ikast Kommune.

### Jernbanen
Da Herning-Viborg banen blev åbnet i 1906, fik Ilskov holdeplads, som hed Ilskov fordi DSB afskaffede d'et i Ildskov. Stationsbygningen blev tegnet af arkitekt Heinrich Wenck. Ilskov blev betjent af en ekspeditrice indtil 1915 og fik status som station i 1922. 1. december 1970 blev Ilskov nedrykket til trinbræt, og persontrafikken ophørte 23. maj 1971. Der kørte stadig godstog forbi mellem Herning og Karup indtil 1977, hvor banen officielt blev nedlagt. Sporet blev taget op i løbet af det følgende år.
I 1995 blev Alhedestien indviet. Den følger det meste af den gamle banestrækning og passerer stationen i det tidligere omløbsspor. Stationsbygningen er bevaret på Ilskov Hovedgade 39.

### Stationsbyen
Stationen blev anlagt på bar mark, men det lave målebordsblad fra 1900-tallet viser at der kom mejeri, telefoncentral, forsamlingshus og missionshus omkring stationen. Der blev opført smedje, afholdshotel og købmandsforretning. Elektricitet kom til byen i 1931, og i 1935-1938 blev der anlagt cementvej mellem Sunds og Karup. I Karup blev der i 1935 bygget en kartoffelmelsfabrik, som bønderne kunne avle kartofler til.
Under Besættelsen anlagde tyskerne mellem Karup og Ilskov den store flyveplads, der efter krigen blev til Flyvestation Karup. Tyskerne beslaglagde forsamlingshuset i Ilskov i 1944, men modstandsfolk brændte det af inden tyskerne kom til at bo der – et nyt forsamlingshus blev bygget i 1947. Efter krigen fik Ilskov gavn af flyvestationen, fordi mange af dens ansatte bosatte sig i byen.